# Du und Dein Garten

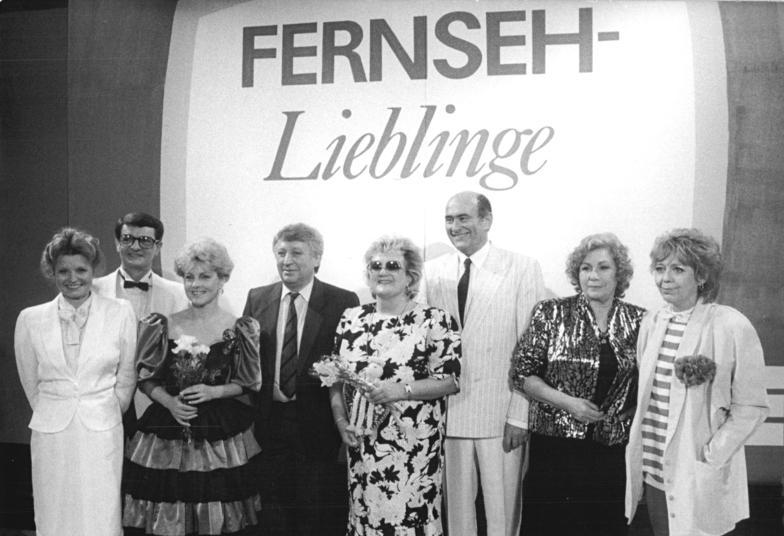
Erika Krause (Zweite von rechts) als Fernsehliebling 1987

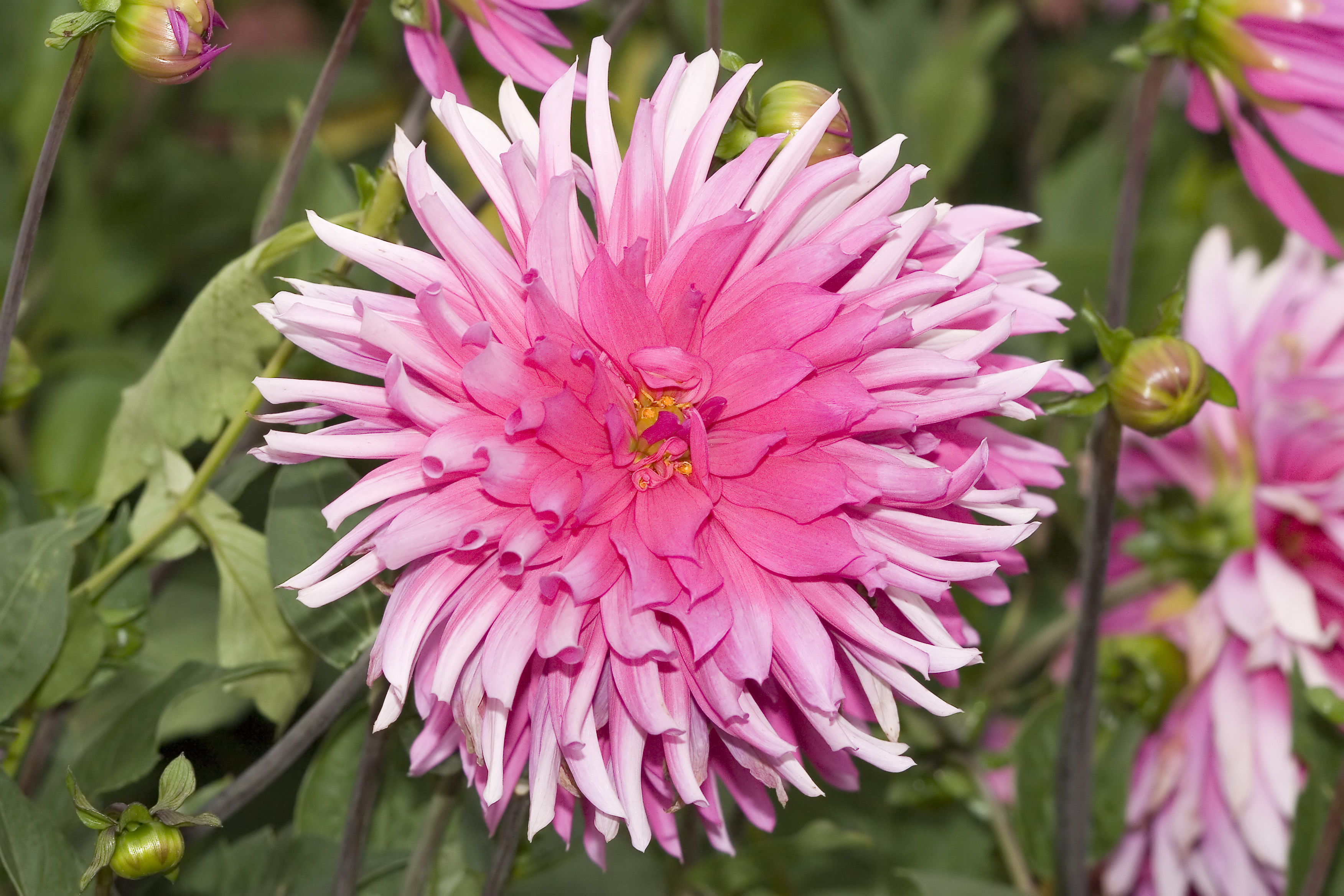
Zu Ehren der Fernsehmoderatorin wurde eine Dahlie benannt.

Du und Dein Garten war eine Ratgebersendung, die zunächst im Fernsehen der DDR und später im ORB von 1968 bis 2003 ausgestrahlt wurde. Die von Erika Krause erdachte und moderierte Sendung gehörte zu den beliebtesten Fernsehsendungen in der DDR.

## Geschichte
Erika Krause hatte nach eigenen Angaben Anfang April 1968 die Idee zur Sendung. Mitte Mai stellte sie das Konzept Hans Höschel, dem damaligen Leiter der Hauptabteilung Agrarpolitik, im Funkhaus Nalepastraße vor. Schließlich wurde die Sendung zunächst für zwei Jahre auf Probe angenommen. Die erste Ausgabe von Du und Dein Garten wurde am 5. Oktober 1968 in der Kleingartensparte „Wiesengrund“ in Berlin-Rahnsdorf aufgezeichnet und am 27. Oktober 1968 im zweiten Programm des DFF ausgestrahlt. Wegen des großen Zuschauerzuspruchs erhielt die Sendung nach nur einem Jahr ab Oktober 1969 einen Sendeplatz im ersten Programm.
Im Vordergrund lag die Gartenarbeit als Freizeitgestaltung für zahlreiche Familien in der DDR, die Kleingärten besaßen. Die Fernsehmoderatorin erklärte in ihrer Sendung dem Klein- und Hobbygärtner, wie man den Garten richtig vorbereitet und wie mit Erfolg gesät, gepflanzt, gepflegt und geerntet wird. Zudem gab sie Ratschläge und Tipps und beantwortete Leserbriefe. In den ersten Jahren gab Du und Dein Garten auch Tipps für Kleintierhalter, bis diese 1981 mit Du und Dein Haustier eine eigene Sendereihe erhielten.
Nach dem Ende der DDR und des Deutschen Fernsehfunks wurde die Sendung ab dem 28. Mai 1993 vom ORB fortgeführt und auch im MDR gezeigt. Im Dezember 2003 wurde die letzte von insgesamt 483 Sendungen der erfolgreichen Serie ausgestrahlt.